# كويغنيار
كويغنيار هي بلدة ومركز مقاطعة أنديجان في ولاية أنديجان في أوزبكستان.